# Ida Bauer (Patientin)

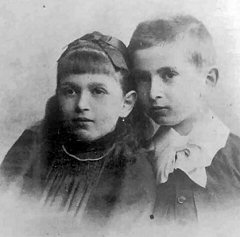
Ida Bauer („Dora“) und ihr Bruder Otto als Kinder

Ida Bauer, verheiratete Adler (* 1. November 1882 in Wien, Österreich-Ungarn; † 21. Dezember 1945 in New York), war die Schwester des österreichischen Politikers Otto Bauer. Sie wurde bekannt als „Fall Dora“ in Sigmund Freuds Psychoanalyse.

## Leben
Ida Bauer war die Tochter des Textilindustriellen Philipp Bauer (1853–1913), eines kränkelnden Lebemannes, und dessen Ehefrau »Käthe« Katharina Bauer, geborene Gerber (1862–1912). Ida litt ab dem 8. Lebensjahr an Migräne und nervösem Husten. Die Migräne verschwand mit dem 16. Lebensjahr, an deren Stelle trat eine Aphonie auf. Ida Bauer wurde mit 16 Jahren erstmals Freud vorgestellt, der bereits ihren Vater behandelt hatte. Es kam jedoch noch zu keiner Behandlung, weil sich die Symptomatik rasch besserte. Erst als 18-Jährige kam es nach einem „Machtwort“ des Vaters – so Freud – zu einer Therapie bei Freud. Vorausgegangen waren Verstimmungen, besonders jedoch auch ein Brief an die Eltern mit Suiziddrohungen und Bewusstlosigkeit nach Auseinandersetzungen mit dem Vater. Die Analyse dauerte lediglich drei Monate, danach brach Ida die Therapie ab, stellte sich allerdings – wie Freud im Nachwort schildert – eineinviertel Jahre später noch einmal bei Freud vor. Freuds 1900 begonnene Therapie zeigte sich nur begrenzt erfolgreich, aber der „Fall Dora“ bot ihm den Anlass, sein theoretisches Konzept der Übertragung zu entwickeln.
1904 heiratete Ida Bauer den Unternehmer und Komponisten Ernst Adler (1873–1932). Der gemeinsame Sohn Kurt Herbert Adler trat als Dirigent, Kapellmeister und Operndirektor der San Francisco Opera Company hervor. Ida Bauer konnte 1939, ihrem Sohn folgend, über Frankreich nach New York flüchten, wo sie 1945 an den Folgen einer Krebserkrankung starb.

## Der Fall Dora
Freuds Schilderung des Falles „Dora“ gliedert sich in fünf Teile, ein Vorwort (Studienausgabe Bd. VI S. 87–93), die Schilderung des Krankheitszustandes (Studienausgabe Bd. VI S. 94–135), den ersten Traum und seine Deutung (Studienausgabe Bd. VI S. 136–161) und den zweiten Traum und seine Deutung (Studienausgabe Bd. VI S. 162 – 176) sowie ein Nachwort (Studienausgabe Bd. VI S. 177–186).
Im Vorwort setzt sich Freud mit der Schweigepflicht des Arztes gerade angesichts der Intimität des Gesprächsinhaltes, insbesondere die Sexualität und Phantasien der Patientin betreffend, auseinander und rechtfertigt deren Veröffentlichung mit der Versicherung, alles getan zu haben, um eine Identifizierung zu vermeiden. Tatsächlich hatte Freud die Arbeit bereits 1901 niedergeschrieben, allerdings aus Diskretionsgründen erst 1905 veröffentlicht. Erst eine Veränderung in Ida Bauers Leben, vermutlich ihre Heirat und die damit verbundene Namensänderung, ließ Freud die Arbeit veröffentlichen. Freud schildert seine Vorgehensweise, dabei erfahren wir, dass sich Freud weitgehend auf Gedächtnisprotokolle stützte, weil er eine Mitschrift während der Stunde als störend erleben würde. Der ursprüngliche Titel „Traum und Hysterie“ zeigt, dass es Freud darauf ankommt, nach der „Traumdeutung“ (veröffentlicht 1900) ihr Eingreifen in die Analyse zu zeigen. Ziel ist es dabei letztlich, die Inkohärenz der Lebensberichte, die Freud als ein wesentliches Kriterium der Hysterie ansah, durch die Ergänzung unbewusster Inhalte zu vervollständigen. Freud hebt die Bedeutung der Traumdeutung in diesem Kontext als „…eine unerläßliche Vorbedingung für das Verständnis der psychischen Vorgänge der Hysterie und den anderen Psychoneurosen…“ (Studienausgabe Bd. VI S. 90) hervor. Freud berichtet weiter, dass er seit der Veröffentlichung der „Studien über Hysterie“ (Josef Breuer und Sigmund Freud 1895) seine Technik grundlegend verändert hat. Er hatte sie durch die freie Assoziation von Einfällen der Patientinnen ersetzt, um daraus unbewusstes Material zu gewinnen, das die Symptome verständlich machen kann. Unvollständig dargestellt, so Freud, bleibt bis auf die Deutungen der Träume die Technik der Deutung an den einzelnen Einfällen Idas. Dieses hätte den Fortgang der Analyse zu beschreiben erfordert, insofern bleibt Freuds Darstellung nicht nur aufgrund des Abbruchs der Analyse durch Ida bruchstückhaft.
In dem Kapitel über Idas Krankheitszustand weist Freud zunächst auf die Lückenhaftigkeit des Lebens- und Krankheitsberichts Hysterischer hin, den Freud als „theoretisch gefordertes Korrelat“ (Studienausgabe Bd. VI S. 96) der Symptome bezeichnet. Ziel der Behandlung ist es, zu einer verständlichen, lückenlosen Geschichte zu kommen. Man kann also sagen, dass für Freud die Rekonstruktion der Lebensgeschichte ein wichtiges Ziel der Analyse ist.
Freud weist der familiären und sozialen Umwelt der Patientin ebenso wie den somatischen Tatsachen für das Verständnis der Symptomatik einen wesentlichen Stellenwert zu. Über die Familienverhältnisse beschreibt Freud zunächst den Vater als einen wohlhabenden, aber schon lange sehr kranken Mann. Er habe, als Ida sechs Jahre alt war, an einer Tuberkulose gelitten, in Idas zehntem Lebensjahr an einer Netzhautablösung, der zwei Jahre später Lähmungen, Verworrenheit und psychische Probleme gefolgt seien, die ihn in die Therapie zu Freud geführt hätten. Der habe eine Syphilis festgestellt. Seinen Charakter beschreibt Freud als begabt, rührig, er sei ein „Gerüst“ von Idas Leben. An anderer Stelle beschreibt Freud ihn aber als nicht ganz ehrlich, vermutlich auch ein Punkt, der für Ida sehr wichtig gewesen sein könnte. Der Vater sei zwischen 45 und 50 Jahre alt gewesen, als er Ida in die Behandlung Freuds brachte. Idas Beziehung zu ihrem Vater beschreibt Freud als zärtlich, was durch die Erkrankungen des Vaters gesteigert wurde.
Ida Bauer erzählte Freud im Wesentlichen zwei Träume.
Erster Traum: „In einem Haus brennt es, erzählt Dora, der Vater steht vor meinem Bett und weckt mich auf. Ich kleide mich schnell an. Die Mama will noch ihr Schmuckkästchen retten, der Papa sagt aber: Ich will nicht dass ich und meine Kinder wegen deines Schmuckkästchens verbrennen. Wir eilen herunter, und sowie ich draußen bin, wache ich auf.“ (aus Freud: Bruchstücke einer Hysterie-Analyse, Studienausgabe Bd. VI, S. 136)
Im zweiten, erheblich längeren Traum wandert die Schläferin durch eine ihr unbekannte Stadt. Dann aber tritt sie in das Haus, in dem sie selbst lebt, und findet in ihrem Zimmer einen Brief ihrer Mutter. Diese schreibt, da die Tochter das Haus der Eltern ohne deren Wissen verlassen habe, habe sie ihr nicht von der Krankheit des Vaters berichtet. Nun sei dieser aber tot und wenn die Tochter wolle, könne sie kommen. Die Träumende macht sich auf den Weg zum Bahnhof und fragt etwa hundert Mal, wo dieser sei. Sie erhält stets die Antwort, er befinde sich in fünf Minuten Entfernung. Dann betritt die Träumende einen dichten Wald und fragt einen Mann. Dieser antwortet, der Bahnhof befinde sich in etwa zweieinhalb Stunden Entfernung. Er bietet an, die Träumende zu begleiten, aber sie lehnt ab. Sie sieht das Bahnhofsgebäude vor sich, fühlt sich aber wie gelähmt und kann nicht hingelangen. Zuletzt findet sich die Träumende im väterlichen Wohnhaus, das Zimmermädchen öffnet die Türe und sagt, alle seien schon beim Begräbnis.
Freud interpretierte diese Träume aufgrund der gegebenen komplizierten Familiensituation im Haushalt Bauer.
Ida Bauer beaufsichtigte regelmäßig die Kinder einer Familie K. (Klarname Zellenka), deren Mutter (Peppina Zellenka) mit dem lungenkranken Philipp Bauer in Meran ein lange dauerndes Verhältnis hatte. Andererseits habe Herr K. (Hans Zellenka) nach Idas Bericht diese selbst wiederholt sexuell bedrängt, zum ersten Mal, als sie erst 14 Jahre alt war.
Freud interpretierte die Träume letztlich als Ausdruck unterdrückter sexueller Wünsche Idas gegenüber ihrem eigenen Vater, Herrn K. und Frau K. – eine Deutung, die in neuerer Zeit viel Kritik nach sich zog.
Ida Bauer brach die im Jahr 1900 begonnene Therapie nach nur 11 Wochen ab, was Freud sehr enttäuschte. Sie besuchte jedoch nach einiger Zeit Freud und berichtete, die meisten ihrer Symptome hätten sich gelegt, nachdem sie ihren Vater, seine Geliebte und deren Mann mit ihren Erfahrungen konfrontiert habe und diese alles zugegeben hätten. Allerdings soll der 1923 von Idas Hausarzt zu Hilfe gerufene Psychoanalytiker Felix Deutsch bei der Patientin erneut nahezu paranoides Verhalten und generellen Männerhass festgestellt haben.
In späteren Jahren wurde Peppina Zellenka Idas bevorzugte Bridgepartnerin.

## Literarische Verarbeitung
2018 erschien der Roman Ida, in dem die Urenkelin von Ida Bauer, Katharina Adler, die Geschichte von Ida Bauer als fiktionales Werk mit einem recherchierten geschichtlichen Hintergrund nacherzählt.